# Pugilato ai XVII Giochi del Mediterraneo
I tornei di pugilato ai XVII Giochi del Mediterraneo si sono svolti tra il 22 e il 26 giugno 2013 presso la Toroslar Sports Hall.
Si è gareggiato in dieci diverse categorie, tutte maschili.

## Calendario
Le gare hanno seguito il seguente calendario:
| ● | Competizioni | ● | Finali |

| Giugno/Luglio |    |    |    |    |    |    |    |    |    |    |    |    |
| 18            | 19 | 20 | 21 | 22 | 23 | 24 | 25 | 26 | 27 | 28 | 29 | 30 |
|               |    |    |    | ●  | ●  | ●  | ●  | ●  |    |    |    |    |

## Risultati
| Evento                        | Oro                     | Argento               | Bronzo                                 |
| Pesi mosca leggeri (dettagli) | Mohamed Flissi          | Ferhat Pehlivan       | Ramy Elawady Manuel Cappai             |
| Pesi mosca (dettagli)         | José Kelvin de la Nieve | Vincenzo Picardi      | Erdal İnanlı Abdelali Daraa            |
| Pesi gallo (dettagli)         | Reda Benbaziz           | Hesham Abdelaal       | Ferhat Pehlivan Mehmet Topcakan        |
| Pesi leggeri (dettagli)       | Sofiane Oumiha          | Bünyamin Aydin        | Fabio Introvaia Mohamed Amine Ouadahi  |
| Pesi superleggeri (dettagli)  | Abdelkader Chadi        | Fatih Keleş           | Alexandros Tsanikidis Eslam Mohamed    |
| Pesi welter (dettagli)        | Ilyas Abbadi            | Youba Sissocko Ndiaye | Alfredo Di Russo Mohamed Amine Meskini |
| Pesi medi (dettagli)          | Adem Kılıççı            | Hosam Abdin           | Luca Capuano Fatlum Zhuta              |
| Pesi mediomassimi (dettagli)  | Abdelhafid Benchabla    | Abdelkader Bouhenia   | Avni Yıldırım Džemal Bošnjak           |
| Pesi massimi (dettagli)       | Fabio Turchi            | Josip Bepo Filipi     | Nikola Milačić Fotios Arapoglou        |
| Pesi supermassimi (dettagli)  | Roberto Cammarelle      | Ali Eren Demirezen    | Mohamed Arjaoui Madian Ahmed           |

## Medagliere
| Posizione | Paese                | Oro | Argento | Bronzo | Totale |
| --------- | -------------------- | --- | ------- | ------ | ------ |
| 1         | Algeria              | 5   | 0       | 1      | 6      |
| 2         | Italia               | 2   | 1       | 4      | 7      |
| 3         | Turchia              | 1   | 4       | 4      | 9      |
| 4         | Francia              | 1   | 1       | 1      | 3      |
| 5         | Spagna               | 1   | 1       | 0      | 2      |
| 6         | Egitto               | 0   | 2       | 2      | 1      |
| 7         | Croazia              | 0   | 1       | 0      | 1      |
| 8         | Grecia               | 0   | 0       | 2      | 2      |
| 8         | Marocco              | 0   | 0       | 2      | 1      |
| 10        | Bosnia ed Erzegovina | 0   | 0       | 1      | 1      |
| 10        | Macedonia            | 0   | 0       | 1      | 1      |
| 10        | Montenegro           | 0   | 0       | 1      | 1      |
| 10        | Tunisia              | 0   | 0       | 1      | 1      |
| Totale    | Totale               | 10  | 10      | 20     | 40     |